# Major du cinéma
Les grands studios de cinéma (en anglais, les majors films studios) sont les plus gros studios de production américains. Leur nombre a varié selon les périodes et surtout leurs actionnaires. Considérées comme indépendantes durant l'âge d'or des années 1920-1930, les sociétés de production ont par la suite changé de propriétaires, de statuts, disparu ou fusionné.

## Histoire
Au début du cinéma américain, de nombreux producteurs ont créé leurs propres compagnies pour tourner leurs films. En 1908, Thomas Edison fonde le groupe Motion Picture Patents Company surnommé Edison Trust, un consortium de sociétés qui avait le monopole des pellicules cinématographiques Eastman et qui en percevait une redevance pour l'usage des pellicules. La société d'Edison avait mis en place un système de contrôle parfois inopiné des caméras dans les studios de tournage alors majoritairement installés autour de New York pour vérifier que la pellicule n'était pas une contrefaçon. Rapidement, des productions indépendantes non affiliées à la MPPC ont demandé la dissolution du trust.
En 1912, la société de Carl Laemmle basée à Chicago obtient un jugement en faveur de la dissolution du trust pour « association illégale et anticoncurrentielle. » Le 8 juin 1912, il lance la fusion de sa société de production nommée Independent Moving Picture Company avec d'autres producteurs, entité qui devient Universal Pictures et qui s'installe dans le quartier d'Hollywood à Los Angeles en Californie, avec les Studios Nestor et Edendale comme lieux de tournage.
Dans les années 1920 et 1930, bien que huit studios principaux se partagent la majorité des productions, les cinq plus gros étaient surnommés Big Five, à savoir Metro-Goldwyn-Mayer, Paramount Pictures, Twentieth Century Fox, Warner Bros. Pictures et enfin RKO Pictures. Le terme de Little Three majors était parfois utilisé pour les trois studios du « milieu », soit, United Artists, Columbia Pictures et Universal Pictures.
Par opposition aux plus grands studios, on employait, durant l'Âge d'Or, le terme de Poverty Row pour désigner les petits.

### Les 8 studios principaux de l'Âge d'Or, 1930 à 1950
Big Five
1. RKO Pictures
2. 20th Century Fox Film Corporation
3. Warner Bros. Pictures
4. Paramount Pictures
5. Metro-Goldwyn-Mayer

Little Three
1. United Artists
2. Columbia Pictures
3. Universal Pictures

### Les studios des années 1980
1. Columbia TriStar Pictures, filiale de The Coca-Cola Company
2. Walt Disney Pictures/Touchstone Pictures, filiales de The Walt Disney Productions
3. 20th Century Fox Film Corporation, filiale de News Corporation
4. Metro-Goldwyn-Mayer/United Artists, filiale de MGM/UA Entertainment Company
5. Paramount Pictures, filiale de Gulf+Western, puis de Paramount Pictures
6. Universal Studios, filiale de Music Corporation of America
7. Warner Bros. Pictures, filiale de AOL Time Warner
8. United Artists

### Les studios des années 1990
1. Metro-Goldwyn-Mayer/United Artists
2. Warner Bros. Pictures
3. Paramount Pictures
4. Columbia TriStar Pictures
5. 20th Century Fox Film Corporation
6. Universal Pictures
7. Walt Disney Pictures
8. New Line Cinema
9. DreamWorks Pictures
10. Miramax Films
11. Artisan Entertainment
12. Lions Gate Films

### Les six studios majeurs des années 2000
1. Columbia Pictures/TriSTar Pictures, filiales de Sony Pictures Entertainment
2. Walt Disney Pictures, filiale de The Walt Disney Company
3. Universal Pictures, filiale de NBCUniversal
4. Paramount Pictures, filiale de Viacom
5. 20th Century Fox, filiale de 21st Century Fox
6. Warner Bros. Pictures, filiale de Time Warner puis de WarnerMedia

### Les 5 studios principaux des années 2010
- Sony Pictures Entertainment
- Walt Disney Pictures, filiale de The Walt Disney Company
- Universal Pictures, filiale de NBCUniversal
- Paramount Pictures, filiale de Viacom
- Warner Bros. Pictures, filiale de Time Warner puis de WarnerMedia

### Les 8 studios majeurs des années 2020
| Maison mère                                                                      | Studio principal                           | Studio art et essai                                                         | Studio de films de genre ou de série B                                   | Studio d'animation | Autres studios ou composantes                                                                                             |
| -------------------------------------------------------------------------------- | ------------------------------------------ | --------------------------------------------------------------------------- | ------------------------------------------------------------------------ | --- | --- |
| Amazon, Inc                                                                      | Prime Video                                |                                                                             |                                                                          | | Metro-Goldwyn-Mayer |
| Apple, Inc                                                                       | Apple TV+                                  |                                                                             |                                                                          | | |
| Netflix, Inc                                                                     | Netflix                                    |                                                                             |                                                                          | | Netflix International B.V.,Netflix Entretenimento Brasil, Ltda., Netflix Entertainment Services India LLP, Netflix K.K. N |
| Paramount Motion Pictures Group (ViacomCBS, filiale de National Amusements (en)) | Paramount Pictures                         | Paramount Vantage, Miramax (49 %)                                           | Paramount Players, MTV Films, CMT Films, BET Films, Comedy Central Films | Paramount Animation, MTV Animation, Nickelodeon Animation Studio                                                             | MTV Films, Nickelodeon Movies, Viacom 18 Motion Pictures, Awesomeness Films                                               |
| Sony Pictures Entertainment (Sony)                                               | Columbia Pictures, TriStar Pictures        | Sony Pictures Classics                                                      | Screen Gems, Affirm Films, Ghost Corps                                   | Sony Pictures Animation, Sony Pictures Imageworks, Manga Entertainment (95 %), Funimation Films (95 %)                       | Sony Pictures Releasing, Stage 6 Films (en), Destination Films, Left Bank Pictures SPWA                                   |
| Universal Studios (NBCUniversal, filiale de Comcast)                             | Universal Pictures                         | Focus Features, WT2 Productions, Hulu Documentary Films (33 %)              | Working Title Films, Gramercy Pictures, Focus World                      | Illumination Entertainment, DreamWorks Animation, Universal Animation Studios, Big Idea Entertainment, Illumination Mac Guff | Carnival Films, Amblin Partners (part minoritaire), Chiller Films                                                         |
| Walt Disney Studios (Walt Disney Company)                                        | Walt Disney Pictures, 20th Century Studios | Searchlight Pictures, A&E Indie Films (50 %), Hulu Documentary Films (67 %) | Disneynature, Lucasfilm, Marvel Studios                                  | Lucasfilm Animation, Marvel Animation, Pixar Animation Studios, Walt Disney Animation Studios, 20th Century Fox Animation    | The Muppets Studio, UTV Motion Pictures, A&E Films                                                                        |
| Warner Bros. Entertainment (WarnerMedia , filiale de AT&T)                       | Warner Bros. Pictures, New Line Cinéma     | CNN Films, HBO Documentary Films                                            | DC Films, Adult Swim Films, Flagship Entertainment (49 %), TruTV Films   | Warner Bros. Animation, Wang Film Productions, Warner Animation Group                                                        | Castle Rock, HBO Films, Turner Entertainment, Alloy Entertainment, Cinemax Films, Spyglass Media Group                    |

| Année | Disney  | Warner Bros | 20th Century Fox | Universal | Sony    | Paramount |
| ----- | ------- | ----------- | ---------------- | --------- | ------- | --------- |
| 2004  | 16.5 %  | 17.7 %      | 11.7 %           | 10.8 %    | 16.8 %  | 6.8 %     |
| 2005  | 14.6 %  | 21.7 %      | 16.5 %           | 13.2 %    | 11.1 %  | 9.8 %     |
| 2006  | 16.7 %  | 14.9 %      | 17.0 %           | 10.9 %    | 19.3 %  | 11.0 %    |
| 2007  | 15.3 %  | 20.5 %      | 11.9 %           | 12.7 %    | 13.4 %  | 16.1 %    |
| 2008  | 11.4 %  | 19.4 %      | 13.2 %           | 12.9 %    | 13.4 %  | 17.2 %    |
| 2009  | 11.9 %  | 20.1 %      | 16.1 %           | 10.0 %    | 14.2 %  | 14.3 %    |
| 2010  | 14.3 %  | 18.0 %      | 14.8 %           | 9.2 %     | 12.8%   | 16.8 %    |
| 2011  | 12.2 %  | 18.1 %      | 11.1 %           | 11.3 %    | 13.4 %  | 19.3 %    |
| 2012  | 14.7 %  | 15.3 %      | 10.4 %           | 11.3 %    | 17.0 %  | 8.3 %     |
| 2013  | 15.9 %  | 17.08 %     | 10.80 %          | 13.9 %    | 11.17 % | 8.94 %    |
| 2014  | 14.9 %  | 14.4 %      | 16.5 %           | 10.3 %    | 11.6 %  | 9.7 %     |
| 2015  | 20.7 %  | 14.0 %      | 12.7 %           | 21.6 %    | 8.5 %   | 6.2 %     |
| 2016  | 26,06 % | 16,86 %     | 12,92 %          | 12,5 %    | 8,07 %  | 7,5 %     |
| 2017  | 20.71 % | 13.9 %      | 11.3 %           | 21.3 %    | 8.4 %   | 5,9 %     |

## Voir Aussi
- Big Three dans l'automobile
- Major du disque